# Nemoraea infoederata
Nemoraea infoederata är en tvåvingeart som beskrevs av Villeneuve 1916. Nemoraea infoederata ingår i släktet Nemoraea och familjen parasitflugor. Inga underarter finns listade i Catalogue of Life.